# The Outcasts
The Outcasts est un groupe de punk rock britannique, originaire de Belfast, en Irlande du Nord.

## Biographie
Le groupe est formé en 1977 par deux frères, Martin et Greg, au retour d'un voyage à Londres, où ils avaient découvert le punk rock. Les deux frères intègrent au groupe Getty ainsi que leur troisième frère Colin. La formation originale comprend Blair Hamilton (chant), Greg Cowan (basse), Colin « Getty » Getgood (guitare solo), Colin Cowan (batterie), et Martin Cowan (guitare rythmique). Ils se produisent pour la première fois sur scène en 1977 dans un pub de Belfast. Le nom du groupe est trouvé par Colin à la suite d'une semaine durant laquelle ils seront bannis de cinq clubs de Belfast. The Outcasts signifie les « parias ». Quelque temps après le groupe sort un premier 45 tours You're Disease-Frustration et s'engage chez Good Vibrations. 
En novembre 1978, le groupe sort un album EP Just Another Teenage Rebel. Puis c'est en 1979 que sort Self Conscious Over You qui leur vaudra un succès en France et en Irlande du Nord. Jusqu'en 1982, le groupe sortira une longue série de 45 tours. Colin décède tragiquement dans un accident de voiture. C'est un coup dur pour la bande car Colin représentait le noyau du groupe. À la suite de l'enterrement, le groupe décide de rendre hommage à Colin en faisant un concert au pub The Harp Bar  mais aussi pour remercier toute l'assistance venue lui dire au revoir. Le groupe engage alors Raymond Falls pour sortir un deuxième album, intitulé Blood and Thunder. En 1984 sortira un mini-album Seven Deadly Sins (20e des classements britanniques) ainsi qu'un EP, intitulé 1969, précédant la séparation.
Greg Cowan revient en 2003 au sein d'un « supergroupe de punk irlandais » avec des membres de Rudi et Stalag 17. En août 2011, The Outcasts se réunissent pour jouer au Rebellion festival de Blackpool, pour célébrer leur 40e année d'existence. En 2016, ils publient un DVD live intitulé Outcasts By Choice.

## Membres
- Greg Cowan - chant, basse
- Getty Getwood - guitare
- Marty Cowan - guitare
- Colin Cowan - batterie (1977-1983)
- Raymond Falls - batterie (1983-1985)

## Discographie

### Albums studio
- 1979 : Self Conscious Over You (Good Vibrations)
- 1983 : Blood and Thunder (Abstract)
- 1984 : Seven Deadly Sins

### Singles
- 1978 : Frustration / Don't Want to be No Adult / You're a Disease (single)
- 1978 : Just Another Teenage Rebel / Love is for Sops (single)
- 1979 : Self Conscious over You / Love You for Never (single)
- 1981 : Magnum force / Gangland Warfare (single)
- 1981 : Programme Love / Beating and Screaming Pt1 and Pt2 / Mania (single)
- 1982 : Angel Face / Gangland Warfare (single)
- 1983 : Nowhere Left to Run / The Running's Over, Time to Pray / Rub / The Cops are Coming (EP)
- 1983 : Seven Deadly Sins / The Chase / 5 Years / Swamp Fever / Waiting For The Rain (EP)
- 1985 : 1969 / Psychotic Shakedown / Blue Murder (single)